# Hyparcha hexagonalis
Hyparcha hexagonalis là một loài tò vò trong họ Ichneumonidae.